# Brian Lumley
Brian Lumley (Durham, 2 december 1937 – 2 januari 2024) was een Engels fantasy- en horrorschrijver. Hij brak door toen hij in de jaren zeventig verhalen ging schrijven die deel uitmaken van de Cthulhu Mythos van H. P. Lovecraft rondom het door hemzelf bedachte personage 'Titus Crow'. Daarnaast is hij de geestelijk vader van de Necroscope-reeks, rondom een personage genaamd 'Harry Keogh' dat kan praten met de doden.

## Carrière
Lumley deed 22 jaar dienst in de Royal Military Police van de British Army. Hij las in zijn vrije tijd graag verhalen van Lovecraft. Hij zocht op zeker moment contact met diens uitgever August Derleth, omdat hij op zoek was naar boeken van Lovecraft die hij nog niet had gelezen. Aan zijn correspondentie voegde hij voorbeelden toe van zelfgeschreven verhalen binnen de Cthulhu Mythos. Derleth vroeg Lumley daarop of hij iets op wilde sturen wat misschien geschikt was om op te nemen in een boek genaamd Tales of the Cthulhu Mythos. (1969). Dit was voor Lumley het begin van zijn schrijfcarrière. Hij stopte in 1980 uiteindelijk bij de Royal Military Police om zich volledig toe te leggen op het schrijven.
Lumley was van 1996 tot en met 1997 de elfde voorzitter van de Horror Writers Association.
Lumley overleed op 2 januari 2024 op 86-jarige leeftijd.

### Titus Crow (boeken)
- The Burrowers Beneath (1974)
- The Transition of Titus Crow (1975
- The Clock of Dreams (1978)
- Spawn of the Winds (1978)
- In the Moons of Borea (1979)
- Elysia (1989)

### Titus Crow (korte verhalen)
- An Item of Supporting Evidence (1970)
- Billy's Oak (1970)
- The Caller of the Black (1971)
- The Mirror of Nitocris (1971)
- De Marigny's Clock (1971)
- The Viking's Stone (1977)
- Darghud's Doll (1977)
- Name and Number (1982)
- Lord of the Worms (1983)
- The Black Recalled (1983)
- Inception (1987)

### Cthulhu Cycle Deities
- The Burrowers Beneath (1974)
- Beneath the Moors (1974)
- The Transition of Titus Crow (1975)
- The Clock of Dreams (1978)
- Spawn of the Winds (1978)
- In the Moons of Borea (1979)
- Elysia (1979)
- Hero of Dreams (1986)
- Ship of Dreams (1986)
- Mad Moon of Dreams (1987)
- House of Cthulhu (1991)
- Tarra Khash: Hrossak! (1991)
- Sorcery in Shad (1991)
- Iced on Aran (1992)
- Return of the Deep Ones and Other Mythos Tales (1994)
- The Taint and other Novellas: Best Mythos Tales Number 1 (2008)
- Haggopian and Other Tales: Best Mythos Tales Number 1 (2008)

### Necrosope
- Necroscope	(1986)
- Necroscope II: Wamphyri (1988)
- Necroscope III: The Source (1989)
- Necroscope IV: Deadspeak (1990)
- Necroscope V: Deadspawn (1991)
- Blood Brothers (1992)
- The Last Aerie (1993)
- Bloodwars (1994)
- Necroscope: The Lost Years (Volume I) (1995)
- Necroscope: Resurgence, The Lost Years (Volume II) (1996)
- Necroscope: Invaders (1999)
- Necroscope: Defilers (2000)
- Necroscope: Avengers (2001)
- Harry Keogh: Necroscope and Other Weird Heroes (2003)
- Necroscope: The Touch (2006)
- Necroscope: Harry and the Pirates (2009)
- Necroscope: The Plague-Bearer (2010)
- Necroscope: The Möbius Murders (2013)

### Psychomech
- Psychomech (1984)
- Psychosphere (1984)
- Psychamok (1985)

- Bibsys: 15039497
- Biblioteca Nacional de España: XX977540
- Bibliothèque nationale de France: cb11913622r (data)
- CiNii: DA03779927
- Gemeinsame Normdatei: 122569857
- International Standard Name Identifier: 0000 0000 8176 5937
- Library of Congress Control Number: n84230575
- MusicBrainz: 16ddf8a3-f821-49e2-bd7e-1edbbad200b9
- Bibliotheek van het Japanse parlement: 00448203
- Nationale Bibliotheek van Tsjechië: xx0002011
- Nationale bibliotheek van Australië: 35315911
- Nationale Bibliotheek van Israël: 987007417784905171
- Nederlandse Thesaurus van Auteursnamen: 104060913
- Réseau des bibliothèques de Suisse occidentale: 02-A017389851
- Istituto Centrale per il Catalogo Unico: CFIV121097
- SNAC: w6r23923
- Système universitaire de documentation: 026997878
- Trove: 908892
- Virtual International Authority File: 110619283
- WorldCat: E39PBJcccTfVhWBjBGvQBKrKBP